# Alfred Leman
Alfred Leman (geboren am 9. April 1925 in Nordhausen; gestorben am 19. Februar 2015 in Jena) war ein deutscher Botaniker und Schriftsteller. Er gilt als einer der wichtigsten Science-Fiction-Autoren der DDR-Literatur.

## Leben
Alfred Leman wurde nach dem Abitur 1943 zur Luftwaffe eingezogen und war nach Kriegsende bis 1947 in amerikanischer und britischer Kriegsgefangenschaft. 1947/48 wurde er in Wilhelmstal als Lehrer ausgebildet und arbeitete danach bis 1954 als Lehrer in Neustadt/Harz, in Heiligenstadt und an der Pädagogischen Fachschule für Kindergärtnerinnen in Weimar. 1955 bis 1959 studierte Leman an der Friedrich-Schiller-Universität Jena Biologie und Chemie. Nach dem Abschluss als Diplombiologe 1960 promovierte er dort und war bis 1968 Oberassistent am Institut für allgemeine Botanik der Universität Jena. Bis zur Rente 1985 arbeitete er dann als wissenschaftlich-technischer Mitarbeiter im Forschungszentrum des VEB Carl Zeiss Jena. Er war Co-Autor von zwei botanischen Hochschullehrbüchern (darunter das heute noch verwendete Pflanzenanatomisches Praktikum) und hat eine Reihe von Artikeln in Fachzeitschriften veröffentlicht.
Zusammen mit Hans Taubert, mit dem er zusammen studiert hatte und auch wissenschaftlich zusammenarbeitete, begann er Leman 1973 Science-Fiction-Erzählungen zu veröffentlichen, die in dem Band Das Gastgeschenk der Transsolaren gesammelt erschienen. 1980 folgte ein weiterer Band mit Erzählungen Lemans, Der unsichtbare Dispatcher.
1986 erschien der Roman Schwarze Blumen auf Barnard 3, in dem eine Gruppe von neun Kosmonauten, sechs Männern und drei Frauen, auf dem dritten Planeten von Barnards Pfeilstern abgesetzt werden. Sie sollen dort nur auf ihre Ausrüstung warten und sich um die Erforschung des mit seltsamem Leben erfüllten Planeten nicht kümmern. Der Konflikt von Neugier und besinnungsloser Plan- und Pflichterfüllung eskaliert, als die zunächst für primitiv gehaltenen Bewohner des Planeten sich fortgeschrittener Mittel bedienen, um die Menschengruppe zu isolieren.
Der 1991 erschienene Roman Zilli 2062 behandelt ebenfalls den Konflikt zwischen einer durch Gebote und Verbote bestimmten Zukunftswelt und der menschlichen Natur, hier die superurbane Welt des Jahres der Wiederkehr des Halleyschen Kometen 2062 auf der einen Seite und das Mädchen Zilla auf der anderen.

## Veröffentlichungen
Romane
- Schwarze Blumen auf Barnard 3 (1986)
- Zilli 2062 (1991)

Sammlungen
- Das Gastgeschenk der Transsolaren (1973, mit Hans Taubert)
- Der unsichtbare Dispatcher (1980)

Kurzgeschichten
- Agonie (1973, mit Hans Taubert)
- Begegnung (1973, mit Hans Taubert)
- Bernod (1973, mit Hans Taubert)
- Bindungen (1973, mit Hans Taubert)
- Blinder Passagier (1973, mit Hans Taubert)
- Chronos (1973, mit Hans Taubert)
- Gastgeschenk (1973, mit Hans Taubert)
- Glas? (1973, mit Hans Taubert)
- Halbzeit (1973, mit Hans Taubert)
- Heimkehr (1973, mit Hans Taubert)
- Liebe (1973, mit Hans Taubert)
- Nach acht (1973, mit Hans Taubert)
- Parallelen (1973, mit Hans Taubert)
- Ringelspiel (1973, mit Hans Taubert)
- Schach (1973, mit Hans Taubert)
- Zwischenfall (1973, mit Hans Taubert, auch als Der geheimnisvolle Meteorit)
- Der unsichtbare Dispatcher (1980)
- Die Revision (1980)
- Die Straße (1980)
- Episoden (1980)
- Es sind die Letzten (1980)
- Im ökologischen Epizentrum (1980)
- Konkurrenten (1980)
- Tektonische Spalten (1980)
- Ungeordnete Verhältnisse (1980)
- Urteile (1980)
- Romanze in sf (1984)
- Schnee und Feuer (1985)
- Baba und die zweiundvierzig Stiere (1986)
- Feedback aus der Zukunft (1986)
- Nullpoker (1990)
- Kreisspiele (1999)

Fachliteratur
- Über Meioseunregelmäßigkeiten bei Zwittern von Melandrium rubrum. Dissertation Jena, 1960.
- mit Wolfram Braune und Hans Taubert: Pflanzenanatomisches Praktikum : Zur Einführung in die Anatomie der Vegetationsorgane der höheren Pflanzen (Spermatophyta). G. Fischer VEB, Jena 1967. Zahlreiche Folgeauflagen, auch als Einführung in die Anatomie der Vegetationsorgane der höheren Pflanzen.
- mit Wolfram Braune und Hans Taubert: Praktikum zur Morphologie und Entwicklungsgeschichte der Pflanzen : zur Einführung in den Bau, das Fortpflanzungsgeschehen und die Ontogenie der niederen Pflanzen und die Embryologie der Spermatophyta. G. Fischer VEB, Jena 1976.